# Jeffrey Herlings
Jeffrey Herlings, né le 12 septembre 1994 à Geldrop (province du Brabant-Septentrional), est un pilote de motocross néerlandais. Il est quintuple champion du monde de motocross entre 2012 et 2021: trois fois en catégorie MX2 et deux fois en MXGP.

## Biographie
Jeffrey Herlings est le fils de Peter Herlings, pilote de motocross qui connut une longue carrière au cours de laquelle, notamment, il représenta plusieurs fois les Pays-Bas au Motocross des nations. 
Il débute en championnat du monde de motocross MX2 dès qu'il atteint la limite d'âge des quinze ans et remporte son premier grand prix en 2010 à Valkenswaard.
En 2022, Jeffrey Herlings champion en titre dans la catégorie MXGP après avoir décroché son cinquième titre mondial en 2021, n'a pu le défendre. Le Hollandais s’est blessé alors qu’il roulait en Espagne pour y effectuer un shooting photos et vidéo pour KTM. Une blessure qui a tenu éloigné l’officiel KTM des circuits durant toute la saison.

## Palmarès
- 2010 : MX2 (6e)
- 2011 : MX2 (2e)
- 2012 : MX2 (Champion)
- 2013 : MX2 (Champion)
- 2014 : MX2 (2e)
- 2015 : MX2 (7e)
- 2016 : MX2 (Champion)
- 2017 : MXGP (2e)
- 2018 : MXGP (Champion)
- 2019 : MXGP (19e) Blessé
- 2020 : MXGP (12e) Blessé
- 2021 : MXGP (Champion)
- 2022 : Blessé avant le 1 er GP
- 2023 : MXGP (8e) Blessé

Grands prix gagnés : 104
- MX2 : 61
- MXGP : 43